# 양쯔판
양쯔판(Yangtze Plate, 남중국판, 화난판)은 중국 남부 일대가 포함된 판이다. 동쪽으로는 오키나와 해곡을 경계로 오키나와판과 구분되며 남쪽으로는 순다판과 필리핀판, 북쪽과 서쪽으로는 유라시아판과 접한다.
양쯔 판은 7억5천만년 전 신원생대에 로디니아에서 분리되어 만들어졌다. 트라이아스기에 양쯔 판은 북중국판과 충돌하여 쓰촨 분지를 형성했다. 신생대에는 인도판과 유라시아판의 충돌에 영향을 받아 룽먼 산맥의 조산 운동에 기여했다. 이 판의 단층운동(Longmenshan Fault)이 2008년 쓰촨 대지진의 원인으로 분석되었다.